# Martin Linnes
Martin Linnes (Sander, 20 settembre 1991) è un calciatore norvegese, difensore del Molde.

## Carriera

### Club
Linnes ha cominciato la carriera con la maglia del Sander. Vi ha giocato per due stagioni, passate entrambe nella 3. divisjon, quarto livello del campionato norvegese. Linnes è passato poi al Kongsvinger. Ha debuttato nell'Eliteserien in data 5 maggio 2010, subentrando a Carl-Erik Torp nel successo per 0-1 in casa del Sandefjord. Il 24 maggio ha giocato il primo match da titolare nella massima divisione norvegese, conclusosi con un successo per 3-1 sul Molde. Ha giocato 15 incontri in campionato nella sua prima stagione da professionista. A fine campionato, però, il Kongsvinger è retrocesso in 1. divisjon. Linnes è rimasto però in squadra per un'altra stagione. Il 30 ottobre 2011 ha segnato la prima rete con questa maglia, nel successo per 0-4 sul campo del Randaberg.
Il 31 agosto 2011 è stato annunciato il suo passaggio al Molde, a partire dal 1º gennaio successivo. Il 4 ottobre 2014 ha vinto il campionato 2014 con il suo Molde, raggiungendo matematicamente il successo finale con quattro giornate d'anticipo grazie alla vittoria per 1-2 sul campo del Viking. Il 17 ottobre successivo, il suo nome è stato inserito tra i candidati per la vittoria del premio Kniksen per il miglior difensore del campionato. Il 29 ottobre 2014, ha rinnovato il contratto che lo legava al club per altre tre stagioni. Il 10 novembre, si è aggiudicato la vittoria del titolo di miglior difensore del campionato norvegese. Il 23 novembre successivo, il Molde ha centrato il successo finale nel Norgesmesterskapet 2014, ottenendo così il double.
Il 12 gennaio 2016, Linnes è arrivato ad Istanbul per sostenere le visite mediche con il Galatasaray, in vista di un possibile trasferimento nel club turco. Il 14 gennaio, il Galatasaray ha reso noto d'aver ufficialmente ingaggiato il difensore norvegese, che si è legato al nuovo club con un contratto valido per i successivi tre anni e mezzo. Ha esordito in squadra il 19 gennaio, schierato titolare nel pareggio per 1-1 maturato sul campo dell'Akhisar Belediyespor, in una sfida valida per la Türkiye Kupası 2015-2016. Ha debuttato nella Süper Lig il 6 febbraio, nel pareggio a reti inviolate contro il Konyaspor.
Il 17 agosto 2021 ha fatto ritorno al Molde: ha scelto la maglia numero 21.

### Nazionale
Linnes ha esordito nella Norvegia under 21 il 2 giugno 2011, quando è stato titolare nella sconfitta per 1-4 contro la Svezia. Il 7 maggio 2013, è stato incluso nella lista provvisoria consegnata all'UEFA dal commissario tecnico Tor Ole Skullerud in vista del campionato europeo Under-21 2013. Il 22 maggio, il suo nome è stato incluso tra i 23 calciatori scelti per la manifestazione. La selezione norvegese ha superato la fase a gironi, per poi venire eliminata dalla Spagna in semifinale. In base al regolamento, la Norvegia ha ricevuto la medaglia di bronzo in ex aequo con l'Olanda, altra semifinalista battuta.

## Statistiche

### Presenze e reti nei club
Statistiche aggiornate al 8 febbraio 2022.
| Stagione           | Club               | Campionato         | Campionato | Campionato | Coppe nazionali | Coppe nazionali | Coppe nazionali | Coppe continentali | Coppe continentali | Coppe continentali | Supercoppe | Supercoppe | Supercoppe | Totale | Totale |
| Stagione           | Club               | Comp               | Pres       | Reti       | Comp            | Pres            | Reti            | Comp               | Pres               | Reti               | Comp       | Pres       | Reti       | Pres   | Reti   |
| ------------------ | ------------------ | ------------------ | ---------- | ---------- | --------------- | --------------- | --------------- | ------------------ | ------------------ | ------------------ | ---------- | ---------- | ---------- | ------ | ------ |
| 2008               | Sander             | 3D                 | ?          | ?          | CN              | ?               | ?               | -                  | -                  | -                  | -          | -          | -          | ?      | ?      |
| 2009               | Sander             | 3D                 | ?          | ?          | CN              | ?               | ?               | -                  | -                  | -                  | -          | -          | -          | ?      | ?      |
| Totale Sander      | Totale Sander      | Totale Sander      | ?          | ?          |                 | ?               | ?               |                    | -                  | -                  |            | -          | -          | ?      | ?      |
| 2010               | Kongsvinger        | ES                 | 15         | 0          | CN              | 3               | 0               | -                  | -                  | -                  | -          | -          | -          | 18     | 0      |
| 2011               | Kongsvinger        | 1D                 | 26         | 1          | CN              | 3               | 0               | -                  | -                  | -                  | -          | -          | -          | 29     | 1      |
| Totale Kongsvinger | Totale Kongsvinger | Totale Kongsvinger | 41         | 1          |                 | 6               | 0               |                    | -                  | -                  |            | -          | -          | 47     | 1      |
| 2012               | Molde              | ES                 | 24         | 1          | CN              | 3               | 0               | UCL                | 4+7                | 0                  | -          | -          | -          | 39     | 1      |
| 2013               | Molde              | ES                 | 24         | 4          | CN              | 6               | 1               | UCL+UEL            | 4+1                | 1+0                | -          | -          | -          | 35     | 6      |
| 2014               | Molde              | ES                 | 28         | 4          | CN              | 6               | 0               | UEL                | 4                  | 0                  | -          | -          | -          | 38     | 4      |
| 2015               | Molde              | ES                 | 28         | 2          | CN              | 2               | 0               | UCL                | 3+8                | 0+1                | -          | -          | -          | 41     | 3      |
| gen.-giu. 2016     | Galatasaray        | SL                 | 10         | 0          | CT              | 7               | 0               | UEL                | -                  | -                  | -          | -          | -          | 17     | 0      |
| 2016-2017          | Galatasaray        | SL                 | 18         | 0          | CT              | 7               | 1               | -                  | -                  | -                  | ST         | 1          | 0          | 26     | 1      |
| 2017-2018          | Galatasaray        | SL                 | 20         | 0          | CT              | 6               | 0               | UEL                | 2                  | 0                  | -          | -          | -          | 28     | 0      |
| 2018-2019          | Galatasaray        | SL                 | 19         | 2          | CT              | 7               | 2               | UCL+UEL            | 5+1                | 0                  | ST         | 1          | 0          | 33     | 4      |
| 2019-2020          | Galatasaray        | SL                 | 12         | 0          | CT              | 4               | 0               | UCL                | 0                  | 0                  | ST         | 0          | 0          | 16     | 0      |
| 2020-2021          | Galatasaray        | SL                 | 22         | 0          | CT              | 1               | 0               | UCL                | 3                  | 0                  | -          | -          | -          | 26     | 0      |
| Totale Galatasaray | Totale Galatasaray | Totale Galatasaray | 101        | 2          |                 | 32              | 3               |                    | 11                 | 0                  |            | 2          | 0          | 146    | 5      |
| ago.-dic. 2021     | Molde              | ES                 | 11         | 0          | CN              | 0               | 0               | UECL               | -                  | -                  | -          | -          | -          | 11     | 0      |
| Totale Molde       | Totale Molde       | Totale Molde       | 115        | 11         |                 | 17              | 1               |                    | 31                 | 2                  |            | -          | -          | 163    | 14     |
| Totale             | Totale             | Totale             | 257+       | 14+        |                 | 55+             | 4+              |                    | 42                 | 2                  |            | 2          | 0          | 356+   | 20+    |

### Cronologia presenze e reti in nazionale
| Cronologia completa delle presenze e delle reti in nazionale ― Norvegia | Cronologia completa delle presenze e delle reti in nazionale ― Norvegia | Cronologia completa delle presenze e delle reti in nazionale ― Norvegia | Cronologia completa delle presenze e delle reti in nazionale ― Norvegia | Cronologia completa delle presenze e delle reti in nazionale ― Norvegia | Cronologia completa delle presenze e delle reti in nazionale ― Norvegia | Cronologia completa delle presenze e delle reti in nazionale ― Norvegia | Cronologia completa delle presenze e delle reti in nazionale ― Norvegia |
| Data                                                                    | Città                                                                   | In casa                                                                 | Risultato                                                               | Ospiti                                                                  | Competizione                                                            | Reti                                                                    | Note                                                                    |
| ----------------------------------------------------------------------- | ----------------------------------------------------------------------- | ----------------------------------------------------------------------- | ----------------------------------------------------------------------- | ----------------------------------------------------------------------- | ----------------------------------------------------------------------- | ----------------------------------------------------------------------- | ----------------------------------------------------------------------- |
| 15-11-2013                                                              | Herning                                                                 | Danimarca                                                               | 2 – 1                                                                   | Norvegia                                                                | Amichevole                                                              | -                                                                       | 87’                                                                     |
| 19-11-2013                                                              | Molde                                                                   | Norvegia                                                                | 0 – 1                                                                   | Scozia                                                                  | Amichevole                                                              | -                                                                       | 60’ 83’                                                                 |
| 18-1-2014                                                               | Abu Dhabi                                                               | Polonia                                                                 | 3 – 0                                                                   | Norvegia                                                                | Amichevole                                                              | -                                                                       | 72’                                                                     |
| 27-5-2014                                                               | Saint-Denis                                                             | Francia                                                                 | 4 – 0                                                                   | Norvegia                                                                | Amichevole                                                              | -                                                                       |                                                                         |
| 31-5-2014                                                               | Oslo                                                                    | Norvegia                                                                | 1 – 1                                                                   | Russia                                                                  | Amichevole                                                              | -                                                                       | 73’                                                                     |
| 27-8-2014                                                               | Stavanger                                                               | Norvegia                                                                | 0 – 0                                                                   | Emirati Arabi Uniti                                                     | Amichevole                                                              | -                                                                       |                                                                         |
| 3-9-2014                                                                | Londra                                                                  | Inghilterra                                                             | 1 – 0                                                                   | Norvegia                                                                | Amichevole                                                              | -                                                                       | 36’                                                                     |
| 10-10-2014                                                              | Ta' Qali                                                                | Malta                                                                   | 0 – 3                                                                   | Norvegia                                                                | Qual. Euro 2016                                                         | -                                                                       |                                                                         |
| 13-10-2014                                                              | Oslo                                                                    | Norvegia                                                                | 2 – 1                                                                   | Bulgaria                                                                | Qual. Euro 2016                                                         | -                                                                       |                                                                         |
| 12-11-2014                                                              | Oslo                                                                    | Norvegia                                                                | 0 – 1                                                                   | Estonia                                                                 | Amichevole                                                              | -                                                                       | 46’                                                                     |
| 28-3-2015                                                               | Zagabria                                                                | Croazia                                                                 | 5 – 1                                                                   | Norvegia                                                                | Qual. Euro 2016                                                         | -                                                                       | 31’                                                                     |
| 8-6-2015                                                                | Oslo                                                                    | Norvegia                                                                | 0 – 0                                                                   | Svezia                                                                  | Amichevole                                                              | -                                                                       | 46’                                                                     |
| 24-3-2016                                                               | Tallinn                                                                 | Estonia                                                                 | 0 – 0                                                                   | Norvegia                                                                | Amichevole                                                              | -                                                                       |                                                                         |
| 29-5-2016                                                               | Porto                                                                   | Portogallo                                                              | 3 – 0                                                                   | Norvegia                                                                | Amichevole                                                              | -                                                                       | 86’                                                                     |
| 31-8-2016                                                               | Oslo                                                                    | Norvegia                                                                | 0 – 1                                                                   | Bielorussia                                                             | Amichevole                                                              | -                                                                       | 68’                                                                     |
| 4-9-2017                                                                | Stoccarda                                                               | Germania                                                                | 6 – 0                                                                   | Norvegia                                                                | Qual. Mondiali 2018                                                     | -                                                                       | 75’ 83’                                                                 |
| 5-10-2017                                                               | Serravalle                                                              | San Marino                                                              | 0 – 8                                                                   | Norvegia                                                                | Qual. Mondiali 2018                                                     | 1                                                                       |                                                                         |
| 8-10-2017                                                               | Oslo                                                                    | Norvegia                                                                | 1 – 0                                                                   | Irlanda del Nord                                                        | Qual. Mondiali 2018                                                     | -                                                                       | 87’                                                                     |
| 11-11-2017                                                              | Skopje                                                                  | Macedonia                                                               | 2 – 0                                                                   | Norvegia                                                                | Amichevole                                                              | -                                                                       | 46’                                                                     |
| 14-11-2017                                                              | Trnava                                                                  | Slovacchia                                                              | 1 – 0                                                                   | Norvegia                                                                | Amichevole                                                              | -                                                                       |                                                                         |
| 2-6-2018                                                                | Reykjavík                                                               | Islanda                                                                 | 2 – 3                                                                   | Norvegia                                                                | Amichevole                                                              | -                                                                       |                                                                         |
| 6-6-2018                                                                | Oslo                                                                    | Norvegia                                                                | 1 – 0                                                                   | Panama                                                                  | Amichevole                                                              | -                                                                       |                                                                         |
| 13-10-2018                                                              | Oslo                                                                    | Norvegia                                                                | 1 – 0                                                                   | Slovenia                                                                | UEFA Nations League 2018-2019 - 1º turno                                | -                                                                       | 90+3’                                                                   |
| 4-9-2020                                                                | Oslo                                                                    | Norvegia                                                                | 1 – 2                                                                   | Austria                                                                 | UEFA Nations League 2020-2021 - 1º turno                                | -                                                                       | 60’ 76’                                                                 |
| 8-10-2020                                                               | Oslo                                                                    | Norvegia                                                                | 1 – 2 dts                                                               | Serbia                                                                  | Qual. Euro 2020                                                         | -                                                                       | 106’                                                                    |
| 11-10-2020                                                              | Oslo                                                                    | Norvegia                                                                | 4 – 0                                                                   | Romania                                                                 | UEFA Nations League 2020-2021 - 1º turno                                | -                                                                       | 70’                                                                     |
| 14-10-2020                                                              | Oslo                                                                    | Norvegia                                                                | 1 – 0                                                                   | Irlanda del Nord                                                        | UEFA Nations League 2020-2021 - 1º turno                                | -                                                                       | 78’                                                                     |
| 24-3-2021                                                               | Gibilterra                                                              | Gibilterra                                                              | 0 – 3                                                                   | Norvegia                                                                | Qual. Mondiali 2022                                                     | -                                                                       | 62’                                                                     |
| 30-3-2021                                                               | Podgorica                                                               | Montenegro                                                              | 0 – 1                                                                   | Norvegia                                                                | Qual. Mondiali 2022                                                     | -                                                                       | 81’                                                                     |
| Totale                                                                  |                                                                         | Presenze                                                                | 29                                                                      |                                                                         | Reti                                                                    | 1                                                                       |                                                                         |

## Palmarès

### Club

#### Competizioni nazionali
- Superfinalen: 1

Molde: 2012
- Campionato norvegese: 2

Molde: 2012, 2014
- Coppa di Norvegia: 3

Molde: 2013, 2021-2022, 2023
- Coppa di Turchia: 2

Galatasaray: 2015-2016, 2018-2019
- Campionato turco: 2

Galatasaray: 2017-2018, 2018-2019
- Supercoppa di Turchia: 1

Galatasaray: 2019

### Individuale
- Miglior difensore dell'Eliteserien: 1

2014